# 17-я церемония «Грэмми»
17-я церемония вручения премий «Грэмми» состоялась 1 марта 1975 года в Uris Theatre, Нью-Йорк.

## Основная категория
- Запись года
  - John Farrar (продюсер) & Оливия Ньютон-Джон за «I Honestly Love You»

- Альбом года
  - Стиви Уандер (продюсер & исполнитель) за альбом «Fulfillingness' First Finale»

- Песня года
  - Alan Bergman, Marilyn Bergman & Marvin Hamlisch (songwriters) за песню «The Way We Were» в исполнении Барбры Стрейзанд

- Лучший новый исполнитель
  - Marvin Hamlisch

## Поп

### Лучшее женское вокальное поп-исполнение
- Оливия Ньютон-Джон — «I Honestly Love You»

### Лучшее мужское вокальное поп-исполнение
- Стиви Уандер — «Fulfillingness' First Finale»

### Лучшее вокальное поп-исполнение дуэтом или группой
- Пол МакКартни и группа Wings — «Band on the Run»

## R&B

### Лучшее женское вокальное R&B-исполнение
- Арета Франклин — «Ain’t Nothing Like the Real Thing»

### Лучшее мужское вокальное R&B-исполнение
- Стиви Уандер — «Boogie on Reggae Woman»

## Джаз

### Лучшее инструментальное джаз-соло
- Чарли Паркер — «First Recordings!»

### Лучший инструментальный джаз-альбом, сольный или группы
- Джо Пасс, Niels-Henning Ørsted Pedersen & Оскар Питерсон — «The Trio»